# Локомотив (футбольный клуб, Санкт-Петербург)
«Локомоти́в» — бывший профессиональный российский футбольный клуб из Санкт-Петербурга.
Ныне — любительская молодёжная команда, играющая в первой лиге молодёжного первенства Санкт-Петербурга.

## История
В советское время ленинградский «Локомотив» участвовал в розыгрыше Кубка СССР (1936) и в классе «Б» первенства СССР (8-я зона РСФСР — 1969). В 1990 и 1991 годах команда «Локомотив» Ленинград занимала в зоне «Север» 2-е и 1-е места, соответственно, в турнире «Футбол России» и первенстве РСФСР среди КФК, в финальном турнире 1991 года «Локомотив» Санкт-Петербург занял 6-е место из 12 команд-участниц. Клуб был возрождён в 1991 году. В 1992—2000 годах выступал в профессиональных лигах, представлял Витебское отделение Октябрьской железной дороги. В 1996 объединился с командой первой лиги «Сатурн-1991», образовав команду «Локомотив-Сатурн» (вскоре вернувшую исходное название «Локомотив»). В 1997 году коллектив под руководством продолжившего возглавлять команду Гиви Нодия занял 5-е место в первой лиге.
В 1996—1997 годах существовал фарм-клуб «Локомотив»-д/«Локомотив-Сатурн»-д, участвовавший в соревнованиях Третьей лиги ПФЛ.
В 1998 году открылась ДЮСШ «Локомотив».
После смены руководства Октябрьской железной дороги, ухудшилось финансирование клуба. В первенстве первого дивизиона 2000 года «Локомотив» занял последнее 20-е место, по ходу сезона с клуба за неуплату трансфера были сняты 6 очков. При этом, в 2001 году, несмотря на создание отдельного турнира дублёров для команд высшего дивизиона, зенитовскому фарм-клубу удалось сохранить место во втором дивизионе, взяв название «Локомотив», с июня команда стала называться «Локомотив-Зенит-2», с 2002 года — «Зенит-2». Потерявший же профессиональный статус и исключённый из ПФЛ «Локомотив» в 2001—2005 годах играл в Первенстве КФК/ЛФЛ, МРО «Северо-Запад». В 2005 году команда была снята с ЛФЛ, в ряде сезонов в первенстве Санкт-Петербурга играла мужская команда «Локомотив», а затем остались только команды школы на молодёжном городском уровне. 
В 2007 году была воссоздана любительская команда для выступления в Первенстве Санкт-Петербурга среди мужских команд. Состав формируется из выпускников и воспитанников собственной ДЮСШ. Тренируют команду Сергей Валентинович Масловский и Владимир Влажимирович Фёдоров. В первом сезоне после возрождения коллектив занимает 9-е место. В 2008 и 2009 годах занимает 10-е место в Чемпионате Санкт-Петербурга. В 2010 году под руководством Бориса Борисовича Постнова оканчивает сезон на 11-м месте.
В 2011 году мужская команда была распущена, но была образована молодёжная команда «Локомотив»-м, выступающая в Первенстве Санкт-Петербурга среди молодёжных команд. 
В 2013 году при поддержке руководства «Динамо СПб» воссоздана мужская команд в Первенстве города, занявшая по итогу турнира 3-е место. В 2014 она финишировала на 6-й строчке турнирной таблицы чемпионата Санкт-Петербурга. В 2015 году любительский клуб занял 8-е место в высшей лиге. В 2016 году расположился на 5-м месте, но в итоге был расформирован.
С 2017 года в молодёжном (до 21 года) первенстве Санкт-Петербурга в первой лиге играет команда «Локомотив» (2017 — 6-е место, 2018 — 6-е место, 2019 — 10-е место, 2021 — 12-е место, 2022 — 9-е место), в 2023 — ДЮСШ «Локомотив», 7-е место.

## Результаты выступлений

### Первенство и Кубок России
| Сезон | Дивизион             | Место    | И  | В  | Н  | П  | М     | О      | Кубок | Примечания                   |
| ----- | -------------------- | -------- | -- | -- | -- | -- | ----- | ------ | ----- | ---------------------------- |
| 1992  | Вторая лига, 4 зона  | 6 из 20  | 38 | 16 | 14 | 8  | 50-33 | 46     | 1/256 |                              |
| 1993  | Вторая лига, 5 зона  | 3 из 16  | 30 | 19 | 4  | 7  | 47-28 | 42     | 1/128 |                              |
| 1994  | Вторая лига, «Запад» | 8 из 21  | 40 | 19 | 9  | 12 | 53-35 | 47     | 1/32  |                              |
| 1995  | Вторая лига, «Запад» | 5 из 22  | 42 | 24 | 5  | 13 | 74-44 | 77     | 1/64  |                              |
| 1996  | Первая лига          | 12 из 22 | 42 | 15 | 10 | 17 | 57-46 | 55     | 1/32  | Занял место «Сатурна-1991»   |
| 1997  | Первая лига          | 5 из 22  | 42 | 19 | 13 | 10 | 55-38 | 70     | 1/32  |                              |
| 1998  | Первый дивизион      | 16 из 22 | 42 | 14 | 11 | 17 | 38-41 | 53     | 1/32  |                              |
| 1999  | Первый дивизион      | 16 из 22 | 42 | 14 | 9  | 19 | 35-51 | 51     | 1/16  |                              |
| 2000  | Первый дивизион      | 20 из 20 | 38 | 3  | 4  | 31 | 30-87 | 7 (-6) | 1/32  | Вылетел из Первого дивизиона |
| 2001  | КФК, «Северо-Запад»  | 7 из 11  | 20 | 7  | 6  | 7  | 24-22 | 27     | —*    |                              |
| 2002  | КФК, «Северо-Запад»  | 8 из 11  | 20 | 6  | 6  | 8  | 20-24 | 24     | —*    |                              |
| 2003  | КФК, «Северо-Запад»  | 2 из 10  | 18 | 13 | 2  | 3  | 37-12 | 41     | —*    |                              |
| 2004  | ЛФЛ, «Северо-Запад»  | 1 из 10  | 18 | 14 | 3  | 1  | 74-7  | 45     | —*    |                              |
| 2005  | ЛФЛ, «Северо-Запад»  | 3 из 8   | 14 | 7  | 0  | 7  | 22-22 | 21     | —*    | Снятие с дивизиона           |

* Участвовал в Кубке России среди КФК (зона «Северо-Запад»).

#### Фарм-клуб
| Сезон | Дивизион            | Место    | И  | В  | Н | П  | М     | О  |
| ----- | ------------------- | -------- | -- | -- | - | -- | ----- | -- |
| 1996  | Третья лига, зона 4 | 10 из 16 | 30 | 10 | 7 | 13 | 32-44 | 37 |
| 1997  | Третья лига, зона 4 | 16 из 19 | 36 | 8  | 7 | 21 | 28-57 | 31 |

## Цвета клуба
| Красный | Белый | Чёрный |

## Известные футболисты
- Дмитрий Бородин[5]
- Дмитрий Васильев[5]
- Роман Воробьёв[5]
- Александр Макаров[5]
- Дмитрий Сенников[5]

## Футбольная школа
В 1998 году была открыта ДЮСШ «Локомотив», был начат набор в детско-юношеские команды. В 1999 году был открыт стадион «Балтика», а юные футболисты начали выступление в городских соревнованиях. 
В 2007 происходит объединение школы с клубом «Приморский». С 2007 года воспитанники школы выступают за любительский футбольный клуб «Локомотив», что выступает в первенстве, чемпионате и кубке Санкт-Петербурга. 
С весны 2012 года футбольная школа сотрудничает с профессиональным футбольным клубом «Петротрест». Воспитанники школы выступают за петербургские клубы «Русь» и «Питер». 
С 2013 года футбольная школа стала сотрудничать с «Динамо СПб», созданным на базе «Петротреста». Воспитанники школы стали выступать на различных соревнованиях от имени клуба.
С 3 декабря 2020 года футбольная школа стала сотрудничать с любительским футбольным клубом «Ядро» из чемпионата Санкт-Петербурга.